# Opius rhodosoma
Opius rhodosoma är en stekelart som beskrevs av Fischer 1968. Opius rhodosoma ingår i släktet Opius och familjen bracksteklar. Inga underarter finns listade i Catalogue of Life.